# 11004 Stenmark
11004 Stenmark (1980 FJ1) là một tiểu hành tinh nằm phía ngoài của vành đai chính được phát hiện ngày 16 tháng 3 năm 1980 bởi C.-I. Lagerkvist ở Đài thiên văn Nam Âu.